# Scarmagno
Scarmagno je obec v metropolitním městě Turín v italském regionu Piemont, která se nachází asi 35 kilometrů severovýchodně od Turína.
Od 60. let zde sídlil velký závod společnosti Olivetti, který po určitou dobu vyráběl až 200 000 osobních počítačů ročně.
Románský kostel Sant'Eusebio al Masero (10. století) má fresku z roku 1424 od Domenica della Marca di Ancona.